# Кийко, Артём Сергеевич
Кийко Артём Сергеевич (бел. Арцём Сяргеевіч Кійко; род. 13 января 1996, Старые Дороги, Минская область) — белорусский футболист, нападающий.

## Клубная карьера

### «Динамо» Минск
Футболом начал заниматься в Марьиной Горке в местной детско-юношеской спортивной школе. Позже присоединился к минскому «Динамо». В период с 2013 по 2014 года выступал дублирующий состав минского клуба.

#### Аренда в «Берёзу-2010»
В 2015 году отправился в аренду в клуб «Берёза-2010». Дебютировал за команду в матче против «Химика» 19 апреля 2015 года. Первый гол забил в следующем туре 26 апреля 2015 года против «Лиды». В конце того сезона «Берёза-2010» была расформирована, а Артём вернулся в «Динамо».
В 2016 году в основном тренировался с основной командой, однако по началу сезона выступал в дубле. Свою первую и единственную игру за основную команду динамовцев в этом сезоне сыграл в его конце 26 ноября 2016 года против «Славии-Мозырь». В январе 2017 года подписал длительный контракт с клубом. Сам сезон 2017 года также начался в дубле команды, однако когда основную команду возглавил Сергей Гуренко, то Артём стал чаще появляться в основной команде как запасной игрок.

#### Аренда в «Городею»
В январе 2018 года отправился в аренду в «Городею». В составе команды первый матч сыграл 1 апреля 2018 года против могилёвского «Днепра». Однако в дальнейшем игрок не смог играть за клуб из-за травмы, всего за сезон вышел на поле только 6 раз, и по окончании аренды вернулся в «Динамо». В августе 2018 года стал игроком минского «Луча». Стал выступать за дубль команды, однако получил травму и за основную команду так и не сыграл. В феврале 2019 покинул команду.

### «Арсенал» Дзержинск
В феврале 2019 года присоединился к команде из Второй лиги дзержинский «Арсенал». В новой команде стал чередовать выходы в стартовом составе и выходами на поле со скамейки запасных. Первый матч за канониров сыграл против «Осиповичей» 20 апреля 2019 года, также отметившись голом спустя 5 минут после выхода на замену. В этом сезоне игрок с клубом выиграл во Второй лиге, а сам игрок отметился 15 голами.
В январе 2020 года проходил просмотр в «Витебске», а в феврале этого же года покинул клуб, однако вскоре вернулся в команду. В сезоне 2020 года в Первой лиге стал игроком основного состава. С командой заняли 4 место в турнирной таблице, а сам Артём стал лучшим бомбардиром команды (10 голов).
В сезоне 2021 года также стал незаменимым игроком, находясь на поле в большинстве матчах все 90 минут. В 26 туре его гол по версии АБФФ стал лучшим. В этом сезоне «Арсенал» выиграл в Первой лиге и помог своей команде выйти в Высшую Лигу. Сам игрок опять стал лучшим бомбардиром своей команды (14 голов).
В Высшей Лиге за «Арсенал» дебютировал 20 марта 2022 года против «Гомеля», где игрок забил гол. Во 2 туре чемпионата против минского «Динамо» забил свой 2 гол в сезоне, однако минчане в самой концовке матча сравняли счёт и матч закончился ничьей со счётом 1:1. Сыграл свой 100 матч за клуб в регулярных чемпионатах 26 августа 2022 года против жодинского «Торпедо-БелАЗ». Вместе с клубом занял 14 место в турнирной таблице и отправился в стыковые матчи за сохранение прописки в высшем дивизионе. Сам же футболист пропустил стыковые матчи из-за полученной травмы. По итогу стыковых матчей футболист вместе с клубом вылетел назад в Первую Лигу. Также сообщалось, что футболист покинет клуб по окончании года.

### «Гомель»
В феврале 2023 года футболист перешёл в «Гомель», подписав контракт до конца сезона. Дебютировал за клуб 25 февраля 2023 года в матче за Суперкубок Беларуси, где с минимальным счётом уступили солигорскому «Шахтёру». Первый матч в чемпионате сыграл 18 марта 2023 года против борисовского БАТЭ. Первым результативным действием за клуб отличился 30 апреля 2023 года в матче против «Энергетика-БГУ», отдав голевую передачу. Затем футболист большую часть сезона пропустил из-за полученной травмы, заключительную часть сезона проведя на скамейке запасных. По итогу сезона футболист вместе с клубом завершил чемпионат на итоговом шестом месте. В январе 2024 года футболист покинул клуб.
В январе 2024 года футболист находился в распоряжении солигорского «Шахтёра».

## Международная карьера
С 2012 по 2014 выступал в юношеских сборных Беларуси. Первый матч в составе сборной Беларуси для юношей 17 лет сыграл против юношеской сборной Молдовы 25 сентября 2012 года, а первый гол забил против юношеской сборной Армении, где игрок отличился двумя забитыми мячами.
За Молодёжную сборную Беларуси дебютировал в матче против Литвы в рамках международных товарищеских матчей. Также участвовал со сборной на Чемпионате Европы по футболу среди молодёжных команд против сборных Чехии и Хорватии.

## Достижения
«Арсенал» (Дзержинск)
- Победитель Второй лиги: 2019
- Победитель Первой лиги: 2021